# زوران نیژیچ
زوران نیژیچ (کرواتی: Zoran Nižić؛ زادهٔ ۱۱ اکتبر ۱۹۸۹) بازیکن فوتبال اهل کرواسی است.
از باشگاه‌هایی که در آن بازی کرده‌است می‌توان به باشگاه فوتبال هایدوک اسپلیت اشاره کرد.
وی همچنین در تیم ملی فوتبال کرواسی بازی کرده‌است.